# Macario Jiménez
Macario Jiménez (8 de noviembre de 1967, Guadalajara, Jalisco, México) es un diseñador de moda mexicano.

## Primeros años
Nació en Guadalajara en el seno de una familia de industriales, mas es criado en Zamora de Hidalgo, Michoacán interesándose en la moda desde su niñez. Pese a la resistencia de su padre, a los 17 años viaja a Milán para estudiar diseño de moda en el Istituto Marangoni. Tras titularse trabajó para el diseñador Gianni Lo Gudice.
En 1991 regresó de Italia y trabajó para una firma de moda mexicana durante 3 años y abre la firma con su nombre en 1994.

## Carrera
Presenta su colección debut en un restaurante y mantiene esa línea durante algunos años, siendo reconocido rápidamente,para 2001 TACTEL lo reconoce como Mejor diseñador del año y para 2006 diseña los uniformes de Aeroméxico. Para 2019 Macario cumplió 25 años de carrera.

### Relación con la política mexicana
Desde el año 2000, cuando Vicente Fox ascendió al poder, Macario vistió en repetidas ocasiones a Marta Sahagún, entonces primera dama, época de la cual destaca el vestido que le realizó el día de las elecciones.
Posteriormente, en 2009, vistió a Margarita Zavala, esposa del expresidente de México Felipe Calderón Hinojosa, para una visita a la Corona británica en Londres, haciéndole dos vestidos, uno para la llegada al país y otro para la gala, dichos vestidos tuvieron inspiración mexicana y se hizo uso de textiles chiapanecos para la realización de uno. Tras mostrarse satisfecha con el resultado, Zavala volvió a solicitar los servicios del diseñador para el grito de independencia en los festejos del bicentenario.
En 2010 realizó el vestido de novia que utilizó la actriz Angélica Rivera en su boda con el expresidente de México Enrique Peña Nieto, entonces gobernador del Estado de México.

## Matrimonio
Macario se casó con el arquitecto Fernando Raphael tras siete años de relación en el 2010 al poco tiempo de que el matrimonio entre personas del mismo sexo se legalizara en México, aunque el matrimonio por sí solo no fue polémico, sí lo fue la portada de la revista Quién de febrero de 2011 que la pareja protagonizó con motivo del mes del amor, volviéndose la primera vez que una revista del corazón en México otorgara la portada a una pareja homosexual. Hecho al que se hace referencia en la escena de la sesión de fotos de la película Macho de 2016.

## Reconocimientos
- Mejor diseñador de moda Prêt-à-porter, Tactel, 2001.